# FK Galeb Cerovac
FK Galeb je fudbalski klub iz Cerovca, Grad Šabac, i trenutno se takmiči u Međuopštinskoj ligi - grupa Pocerina, šestom takmičarskom nivou srpskog fudbala. Boje kluba su plava i bela.

## Istorija kluba
FK Galeb Cerovac je osnovan 10. aprila 1984. godine. U svojoj istoriji, je menjao imena od FK Cerovac, preko FK Napredak, a poslednjom promenom nosi sadašnje ime.
Najveći uspeh kluba je postignut u sezoni 1998/99. kada je kao trećeplasirani tim M.O.L. Pocerina izborio plasman u Okružnu ligu, gde se klub zadržao dve sezone. U Cerovcu su padale ekipe poput Šabackog Borca, Rudara iz Crniljeva, Lipolista, Jedinstva iz Vladimiraca, Partizana iz Drenovca.

## Stadion
Stadion FK Galeba zove se „ST Miodrag Tomić“ i nalazi se u Cerovcu. Na mestu nekadašnjeg stadiona bio je smešten prvi vojni aerodrom u Srbiji. Stadion ima kapacitet za 1.500 gledalaca. Glavni teren stadiona je površine 100x60 metara.

## Spoljašnje veze
- Zvaničan sajt kluba Архивирано на веб-сајту  (18. јун 2016)
- Profil na srbijasport.net
- Međuopštinska liga "Pocerina"

### Sezone
- Sezona 2012/13
- Sezona 2010/11

## Galerija
- FK Galeb tim za sezonu 2011/2012